# Мухаммаду Белло
Мухаммаду (Мухаммад) Бе́лло (араб. محمد بلو‎; 3 ноября 1781 — 25 октября 1837) — религиозно-политический деятель Западной Африки, мусульманский просветитель и писатель, второй султан халифата Сокото в 1817—1837 годах, основатель его столицы. Фульбе (фулани) по этнической принадлежности.
Во время своего правления он поощрял распространение ислама по всему региону, при это не только создавая исламские суды, но и повышая уровень образования как для мужчин, так и для женщин. Автор трудов по истории и географии Западного Судана.

## Биография

### Молодые годы
Родился в 1781 году, возможно, в поселке Дегель. Происходил из фульбского рода Торонкава. Сын проповедника шейха Османа (Усмана) дан Фодио и его четвёртой жены Хаувы (Инна Гарка). Сам Мухаммаду в своей книге «Инфак аль-Мансур» утверждал, что является потомком пророка Мухаммеда через свою бабушку по отцовской линии. Его прозвали «Белло», что означает «помощник» на языке фула. Воспитывался и получал религиозное образование под началом отца в государстве Гобир. Стал одним из ведущих последователей отца и лидеров религиозной общины в Дегеле.
Принял активное участие в борьбе против правящей верхушки Гобира: в 1804 году вместе с отцом и братьями возглавил восстание против эмира Юнфу, начавшее джихад Фулани. Руководил военными действиями против правителей государств хауса в Гобире и Замфаре, а также походом в страну Денди.
После избрания Османа дан Фодио султаном был назначен на должность младшего везира. В 1809 году встал во главе строительства города Сокото, ставшего столицей халифата Усмана дан Фодио. С 1810 года он отвечал за дипломатическую и политическую переписку с Мухаммадом аль-Канеми из Борну.
В 1812 году назначается наместником восточной части халифата Сокото. С 1815 года фактически перебрал власть в государстве, сделав резиденцией город Вурно. В 1817 году после смерти отца официально унаследовал власть, приняв титул султана.

### Султанство
Не смог помешать начавшемуся хаосу между сторонниками отца, развязавшими борьбу между собой. В результате государство распалось на 4 части. Мухаммаду Белло удалось обуздать лишь своего дядю Абдуллахи, признавшего власть султана. Он получил титул визиря и в управление эмират Гванду.
Султану пришлось подавлять постоянные восстания знати хауса и потомков свергнутых династий их государств. Поэтому Мухаммаду Белло избрал политику более гибкого отношения к последним, позволяя им поддерживать свои традиции. Сам принял титул саркин мусулми (властелин мусульман), первая часть которого была традиционным титулом правителя хауса. В то же время поощрял фульбе к оседлому образу жизни, приказывая сооружать новые поселения с жилыми зданиями, укреплениями (рибатами), мечетями, медресе.
Впрочем, против такой политики султана выступили военные руководители фульбе — Абл аль-Салам и Дан Тунку, эмир Казауру. В ответ Мухаммаду Белло назначил в 1819 году эмиром Кано своего родственника Ибрагима Дадо, с которым нанёс поражение войску Дана Тунку. Затем в битве при Калембени совместно с дядей Абдаллахи в 1820 году разбил Абд аль-Салама. Постепенно султану удалось восстановить власть на большей территории государства, в частности 1821 в эмирате Зария.
Пытался внедрить единую систему правосудия, основанного на шариате. Создал также систему кофа, где доверенные лица местных эмиров представляли их интересы при дворе султана. Одновременно они отвечали за своевременную оплату эмирами дани. Также выступал за равный доступ к образованию мужчин и женщин. Этому способствовало влияние его сестры Наны Асмау.
Вместе с тем, пытался распространить принципы джихада на весь Большой Судан — вплоть до Атлантического океана. Поэтому в 1822 году оказал помощь тукулёру Эль-Хаджу Омару Саиду Таллу. В 1824 году султан принял у себя шотландского исследователя Хью Клапертона.
В 1826 году выступил против государства Борну, попытавшись покорить его, но потерпел тяжёлое поражение. В результате войска Борну освободили даже ранее утраченные земли. В 1829 году вмешался в споры в эмирате Кано, усилив там свое влияние. В то же время, неудачными оказались попытки покорить государство Досо.
После этого султан обратил внимание на юг, где через своего вассала — эмира Илорина — действовал против государства Ойо, с которым война продолжалась в 1831—1833 годах. Тогда же, в 1831, создал новый эмират Миссау.
В 1833 году присоединил Илорин к своему государству. Вслед за этим нанёс поражение эмиру Бусси в Боргу. В 1835 году была захвачена столица Ойо — Ойо-Иле — и вся северная часть этого государства. В том же году создал новый эмират Джамаар. В 1836 году подавил восстание Али дан Якубу, саркина Гобиру, выступившего против Сокото совместно с туарегами и эмиратом Кацина. Но султан в решающей битве при Гавакуке одержал решительную победу. Али дан Якубу погиб, а его союзники разбежались. В итоге Мухаммаду Белло присоединил Гобир к халифату Сокото, но оставил эмиром представителя правящей династии. Впрочем, для укрепления здесь своей власти Мухаммад Белло приказал возвести укрепление (рибат).
В 1837 году назначил визирём знатного хауса Усмана ибн Абу-Бакра, определив функции его должности и отношения с местными эмирами. Умер Мухаммад Белло ествественной смертью в том же году в Вурно. Ему наследовал брат Абу-Бакр Атику, а затем его сын Алию Бабба.

## Творчество
Всего в его наследии более 100 произведений. Был талантливым поэтом, исламским богословом и историком. Из его трудов наиболее известна историческая разведка «Инфаку’л майсури» («Возмездие удачи»), где речь идет о джихаде его отца и образовании халифата Сокото.